# 瓦窑山遗址
瓦窑山遗址，位于中国甘肃省平凉市崆峒区，为一个省级文物保护单位，类型为古遗址。
瓦窑山遗址的历史年代为新石器时代至青铜时代、周。